# 소닉 팀
소닉 팀(Sonic Team)은 세가 소속의 게임 개발 스튜디오로, 소닉 시리즈 개발을 담당하고 있다. 대표적인 개발자로는 나카 유지가 있었으며, 지금은 이즈카 타카시가 이 일을 총괄하고 있다.

## 역사
1990년 1월에, 세가는 백만부 이상이 팔릴 게임과 알렉스 키드를 대체할 회사 마스코트를 요구했다. 몇몇 캐릭터 디자인들이 AM8의 R&D 부서 및 CS3에 보내졌는데 이 중에는 아르마딜로(후에 마이티 더 아르마딜로로 만들어짐), 개, 뚱뚱한 잠옷을 입은 시어도어 루즈벨트 (나중에 닥터 에그맨의 디자인의 기초가 됨), 그리고 토끼(늘어나는 귀를 이용해서 물건을 줍는다; 이것들은 나중에 리스타로 발전하게 된다.)가 있었다. 그 중에서 오오시마 나오토의 가시가 난 고슴도치가 새로운 마스코트로 선택되었다. 15명의 그룹은 소닉 더 헤지호그를 개발하기 시작했으며, 그들을 소닉 팀이라고 1995년 개명했다. 또한 2001년에는 컴파일 도산으로 인해 뿌요뿌요 판권을 양도받아 속편 뿌요뿌요 피버에서 현재까지 여기로부터 후속편을 제작하고 있다.

### 소비자 조사 및 개발 3사 (CS3)
소닉 더 헤지호그 시리즈가 세가의 가장 큰 수익 창출원이 되어주면서, 나카 유지와 오오시마 나오토를 통해 소비자 조사 및 개발 3사에서 소닉 팀이라는 이름으로 개칭하게 된다. 이후, 이 팀은 둘로 나뉘어 한쪽은 소닉 더 헤지호그 2를 만들어내는 북미 세가로, 다른 한쪽은 소닉 더 헤지호그 CD를 만들어 내는 일본 세가로 결성되게 된다. 이후 1995년에 다시 일본으로 북미 세가의 사람들이 돌아왔을 때, 그들은 버닝 레인저와 나이트 인투 드림즈를 만들게 되면서 본격적인 소닉팀의 로고가 새겨지게 된다.

## 개발한 게임

### 메가 드라이브용 게임
- 소닉 더 헤지호그 1 (1991년)
- 소닉 더 헤지호그 2(1992년)
- 소닉 더 헤지호그 3(1994년)
- 소닉 & 너클즈(1994년)
- 리스타(1995년)
- 소닉 3D 블래스트(트래블러즈 테일즈 사와 1996년 발매)

### 세가 새턴용 게임
- 나이츠 인투 드림(1996년)
- 소닉 3D 블래스트(트래블러즈 테일즈 사와 1996년 발매)
- 소닉 R(1997년)
- 버닝 레인저(1998년)

### 메가 CD용 게임
- 소닉 CD(1993년)

### 드림캐스트용 게임
- 소닉 어드벤처(1998년)
- 츄츄 로켓(1999년)
- 판타지스타 온라인(2000년)
- 삼바 데 아미고(2000년)
- 소닉 셔플(2000년)
- 소닉 어드벤처 2(2001년)

### 게임큐브용 게임
- 소닉 어드벤처 2 배틀
- 소닉 히어로즈(2003년)
- 쉐도우 더 헤지혹
- 소닉 라이더즈

### PS2용 게임
- 소닉 히어로즈
- 뿌요뿌요 피버 츄(2005년)
- 쉐도우 더 헤지혹
- 소닉 라이더즈
- 소닉 라이더즈: 제로 그라비티
- 소닉 언리쉬드

### XBOX용 게임
- 소닉 히어로즈
- 쉐도우 더 헤지혹
- 소닉 라이더즈

### 닌텐도 DS용 게임
- 뿌요뿌요 피버
- 소닉 러시
- 소닉 러시 어드벤처
- 소닉 컬러즈

### Wii용 게임
- 소닉과 비밀의 링
- 소닉과 암흑의 기사
- 소닉 라이더즈: 제로 그라비티
- 소닉 언리쉬드
- 소닉 컬러즈

### PS3용 게임
- 소닉 넥스트 제너레이션(2006년)
- 소닉 언리쉬드(월드 어드벤처)(2008년)
- 소닉 제너레이션즈

### PSP용 게임
- 소닉 라이벌즈
- 소닉 라이벌즈 2

### XBOX360용 게임
- 소닉 프리 라이더즈
- 소닉 언리쉬드
- 소닉 제너레이션즈

### 닌텐도3DS용 게임
- 소닉 제너레이션즈
- 소닉 로스트 월드

### Wii u용 게임
- 소닉 로스트 월드

### PS4용 게임
- 소닉 매니아
- 소닉 포시즈

### 닌텐도스위치용 게임
- 소닉 매니아
- 소닉 포시즈

### XBOXONE용 게임
- 소닉 매니아
- 소닉 포시즈

## 같이 보기
- 세가의 개발 부서
- 세가 AM2